# アンパン道路

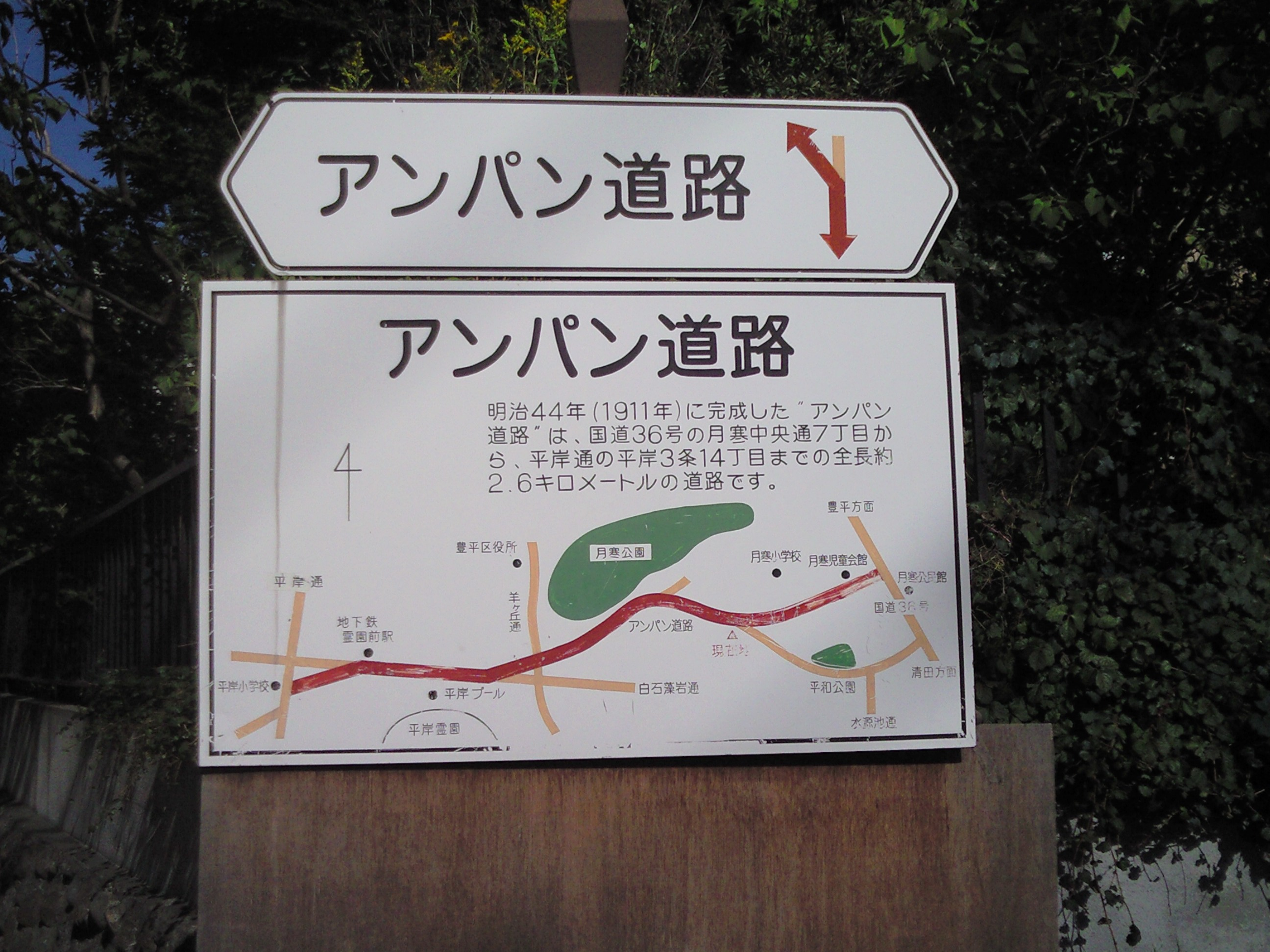
アンパン道路の看板

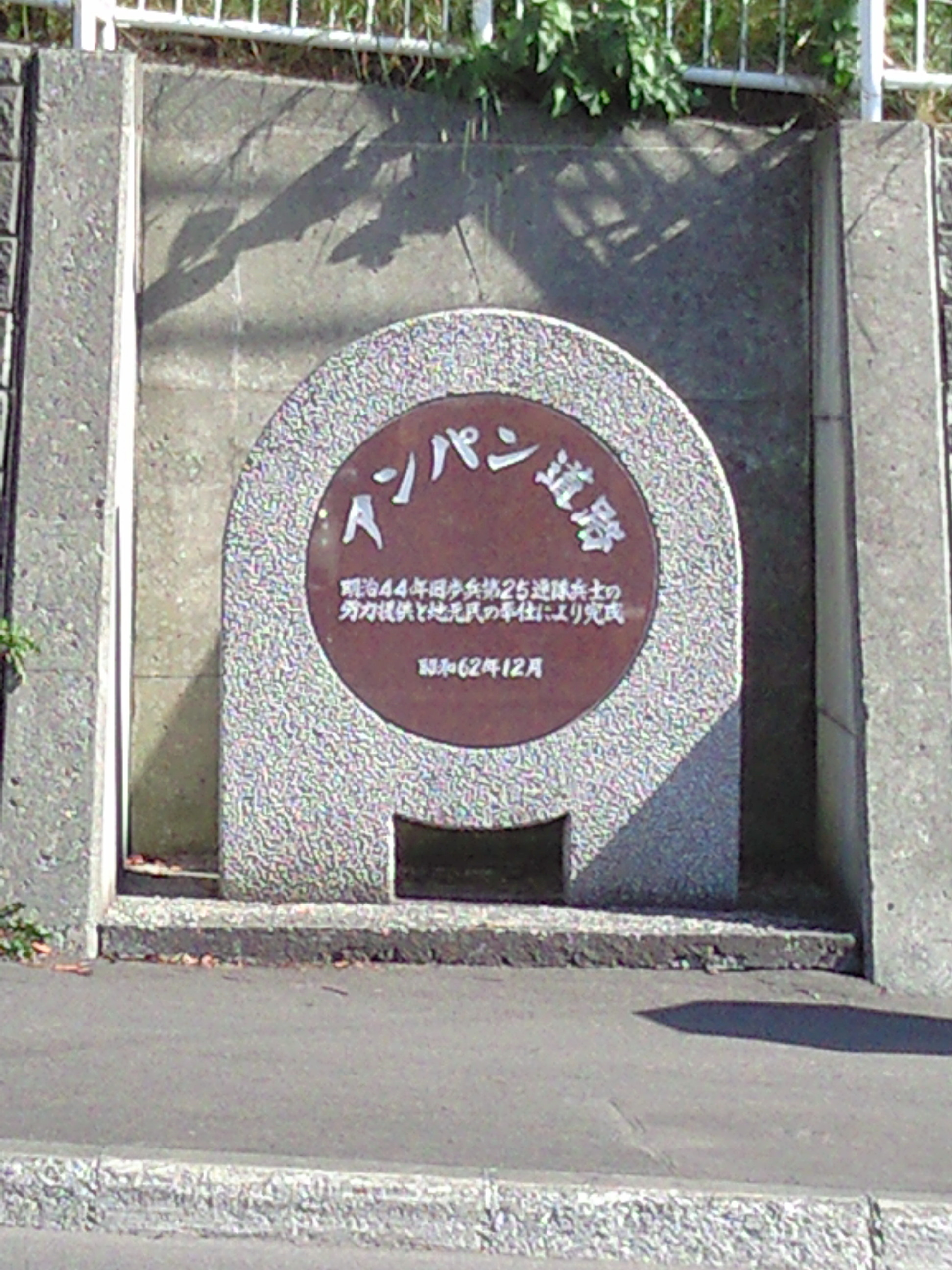
アンパン道路の碑

アンパン道路（アンパンどうろ）とは、北海道札幌市豊平区にある国道36号（月寒通）と国道453号（平岸通）を結ぶ道路の通称である。区間には、現在の白石藻岩通（北海道道453号西野白石線）の一部と重なる部分もある。

## 概要
1910年（明治43年）、豊平町（ほぼ現在の豊平区・清田区・南区の領域に相当）の一部が札幌区に編入され、役場が豊平から月寒に移転されることとなった。当時りんご栽培で有名だった平岸と月寒とを結ぶ道路はなく、平岸の住民らは連絡道路の建設を要望。平岸村の分離独立運動まで起きた。
豊平町は当地に駐留していた陸軍第7師団歩兵第25連隊に道路建設の協力を要請、地元民も参加して全長約2.6キロメートルの道路建設工事が行われ、4か月の工期で1911年（明治44年）に歩兵第25連隊将校集会所（月寒中央通7丁目、現つきさっぷ中央公園）、および豊平町役場（月寒西1条6丁目、現月寒児童会館）と平岸（札幌市立平岸小学校付近）を結ぶ道路が完成した。
町は道路工事に従事した兵士に間食としてあんパン（月寒あんぱんとして現在も発売されている）を配布したことから、この道路はアンパン道路という通称で後世親しまれることとなった。

## 経路
- 国道36号と月寒中央通6丁目-7丁目間交点を起点として、南西に進む。
- 月寒西3条6丁目で坂を下ると左右に向かう丁字路となる。そこを右折し北西に向かう。
- 南西に向かい急カーブになり、右手に月寒公園を見ながら上り坂となる。
- 羊ケ丘通に出たところで、変形の6差路となるが、平岸6条郵便局の入居するビルの左に細い道があるので、そこに入る。
- 100mほど進むと、白石藻岩通（北海道道453号西野白石線）に出るので、そこを右方向（西）へ進み、坂を下っていく。
- 札幌市営地下鉄南北線南平岸駅の高架下を抜けたところで、本来であれば左へ斜め前に進む道があったが、白石藻岩通が建設された際、今崎道路と接続するため約50mが塞がれている。
- ステーションビルがあり、そこにある道を左に入りすぐを右に進むと、塞がれずに残った道に入る。そこをまっすぐに進み、平岸通に出ると、正面に札幌市立平岸小学校が現れる。